# 마치다 루이
마치다 루이(일본어: 町田 瑠唯, 1993년 3월 8일~)는 일본의 농구 선수로 포지션은 포인트 가드이다. 

## 경력
홋카이도 아사히카와시에서 태어났다. 삿포로 야마노테 고등학교를 졸업했으며 2011년 일본 여자 농구 리그의 후지쯔 레드 웨이브에 입단하면서 프로 경력을 시작했다. 
2022년 전미 여자 농구 협회(WNBA)팀인 워싱턴 미스틱스에 입단하면서 WNBA에 진출했다.